# مؤشر بيئي
المؤشرات البيئية هي مقاييس بسيطة تخبرنا بما يحدث في البيئة. نظرًا لأن البيئة معقدة للغاية، توفر المؤشرات طريقة أكثر عملية واقتصادية لتتبع حالة البيئة مما لو حاولنا تسجيل كل متغير محتمل في البيئة. على سبيل المثال، تعد تركيزات المواد المستنفدة للأوزون (ODS) في الغلاف الجوي، والتي يتم تتبعها بمرور الوقت، مؤشرًا جيدًا فيما يتعلق بالقضية البيئية لاستنفاد الأوزون في الستراتوسفير.
تم تحديد المؤشرات البيئية بطرق مختلفة وبمواضيع مشتركة.
«إن المؤشر البيئي هو قيمة عددية تساعد على توفير نظرة ثاقبة لحالة البيئة أو صحة الإنسان. يتم تطوير المؤشرات بناءً على القياسات الكمية أو إحصاءات الحالة البيئية التي يتم تتبعها بمرور الوقت. يمكن تطوير المؤشرات البيئية واستخدامها على نطاق واسع من المقاييس الجغرافية، من المستوى المحلي إلى المستوى الإقليمي إلى المستوى الوطني».